# SN 2006oa
SN 2006oa – supernowa typu Ia odkryta 11 listopada 2006 roku w galaktyce A212342-0050. W momencie odkrycia miała maksymalną jasność 20,70m.